# Bernat Erta
Bernat Erta Majo, né le 15 février 2001 à Lérida, est un athlète espagnol, spécialiste du 400 m.

## Carrière

### Palmarès
| Date | Compétition                    | Lieu         | Résultat | Épreuve   | Temps        |
| ---- | ------------------------------ | ------------ | -------- | --------- | ------------ |
| 2018 | Championnats d'Europe cadets   | Győr         | 6e       | 400 m     | 47 s 50      |
| 2018 | Jeux olympiques de la jeunesse | Buenos Aires | 6e       | 400 m     | —            |
| 2019 | Championnats d'Europe en salle | Glasgow      | 2e       | 4 x 400 m | 3 min 6 s 32 |
| 2025 | Championnats d'Europe en salle | Apeldoorn    | 2e       | 4 x 400 m | 3 min 5 s 18 |

### Records
| Épreuve | Épreuve   | Temps   | Lieu      | Date            |
| ------- | --------- | ------- | --------- | --------------- |
| 400 m   | Plein air | 47 s 50 | Győr      | 7 juillet 2018  |
| 400 m   | En salle  | 47 s 62 | Antequera | 16 février 2019 |